# 's Heerwillemskapelle
 's Heerwillemskapelle was een gemeente in de Vlaamse Westhoek. De gemeente lag ten oosten van de stad Veurne aan de weg naar Pervijze.
In 1218 was de parochie zelfstandig geworden, nadat zij eerst had behoord tot de Sint-Niklaaskerk te Veurne. Hierbij werd de door ridder Willem gebouwde kapel, waaraan de gemeente haar naam ontleende, verheven tot parochiekerk.
De gemeente hield in 1819 echter op te bestaan als afzonderlijke gemeente toen die bij Veurne werd gevoegd. Op dat moment had 's Heerwillemskapelle een oppervlakte van 4,20 km² en telde het 90 inwoners. De dorpskern is net als die van Zoutenaaie verdwenen.
Sinds 1999 is 's Heerwillemskapelle de naam van een ruilverkavelingsgebied met een oppervlakte van 1554 ha, gelegen in de gemeenten Veurne en Diksmuide.